# Hieracium teberdaefontis
Hieracium teberdaefontis là một loài thực vật có hoa trong họ Cúc. Loài này được (Litv. & Zahn) Üksip mô tả khoa học đầu tiên năm 1907.